# U Capricorni
U Capricorni är en pulserande variabel av Mira Ceti-typ  i stjärnbilden Stenbocken.
Stjärnan varierar mellan visuell magnitud +10,4 och 16,0 med en period av 203 dygn.